# Spodnje Goriče, Štalenska gora
Spodnje Goriče (nemško Kleingörtschach) je naselje v Občini Štalenska gora v Okraju Celovec-dežela na Koroškem v Avstriji.